# Megaselia crinita
Megaselia crinita är en tvåvingeart som beskrevs av Schmitz 1939. Megaselia crinita ingår i släktet Megaselia och familjen puckelflugor. Arten är reproducerande i Sverige. Inga underarter finns listade i Catalogue of Life.